# Broc Parkes
Broc Parkes (Hunter Valley, 24 dicembre 1981) è un pilota motociclistico australiano ritiratosi dall'attività agonistica.

## Carriera
Vincitore del campionato australiano della classe 125 nel 1999, nella stessa stagione fa il suo esordio nella classe 125 del motomondiale correndo il Gran Premio casalingo in qualità di wildcard a bordo di una Honda, senza ottenere punti. 
Esordisce nel mondiale Superbike nel 2001, guidando la Ducati 996 RS del team Ducati NCR; il compagno di squadra è Giovanni Bussei. Ottiene come miglior risultato un quinto posto a Phillip Island in gara 1 e termina la stagione al 16º posto con 49 punti. Nel 2002 rimane nello stesso team, questa volta alla guida di una Ducati 998 RS e con Pierfrancesco Chili come compagno di squadra . Ottiene come miglior risultato tre ottavi posti (Monza, Assen e Imola, sempre in gara 2) e termina la stagione all'11º posto con 77 punti.
Nel 2003 passa a correre nel mondiale Supersport, ingaggiato dal team Dark Dog Honda BKM, che gli affida una Honda CBR 600RR; il compagno di squadra è Christophe Cogan. A causa del mancato pagamento di uno sponsor il team è costretto a ritirarsi dal campionato dopo il Gran Premio di Brands Hatch, ma Parkes prende parte a quello di Magny-Cours in qualità di wild card con il team Ten Kate Honda. Ottiene un terzo posto a Misano Adriatico e termina la stagione al 13º posto con 47 punti.
Nel 2004 passa al team Ten Kate Honda, con compagno di squadra Karl Muggeridge. Ottiene quattro secondi posti (Monza, Oscherlseben, Imola e Magny-Cours), un terzo posto a Silverstone e una pole position a Magny-Cours e termina la stagione al 2º posto con 135 punti. Nel 2005 passa alla guida della Yamaha YZF-R6 del team Yamaha Motor Germany, con compagno di squadra Kevin Curtain. Ottiene una vittoria a Magny-Cours e un secondo posto al Lausitz e termina la stagione al 6º posto con 125 punti. Nella stessa stagione prende parte, in qualità di pilota wild card senza punti, al primo Gran Premio di Misano nel Campionato Italiano Supersport conquistando pole position, vittoria e giro più veloce. 
Nel 2006 ottiene una vittoria a Brands Hatch, due secondi posti (Silverstone e Brno), tre terzi posti (Phillip Island, Misano Adriatico e Magny-Cours) e due pole position (Misano Adriatico e Brands Hatch) e termina la stagione al 4º posto con 145 punti.
Nel 2007 ottiene due vittorie (Brands Hatch e Lausitz), due secondi posti (Misano Adriatico e Magny-Cours), un terzo posto a Phillip Island e una pole position a Misano Adriatico e termina la stagione al 2º posto con 133 punti. Nel 2008 rimane nello stesso team, con compagno di squadra Fabien Foret. Ottiene una vittoria a Losail, un secondo posto a Vallelunga, due terzi posti (Monza e Nürburgring) e sette pole position (Assen, Monza, Nürburgring, Misano Adriatico, Brno, Vallelunga e Magny-Cours) e termina la stagione al 4º posto con 150 punti.

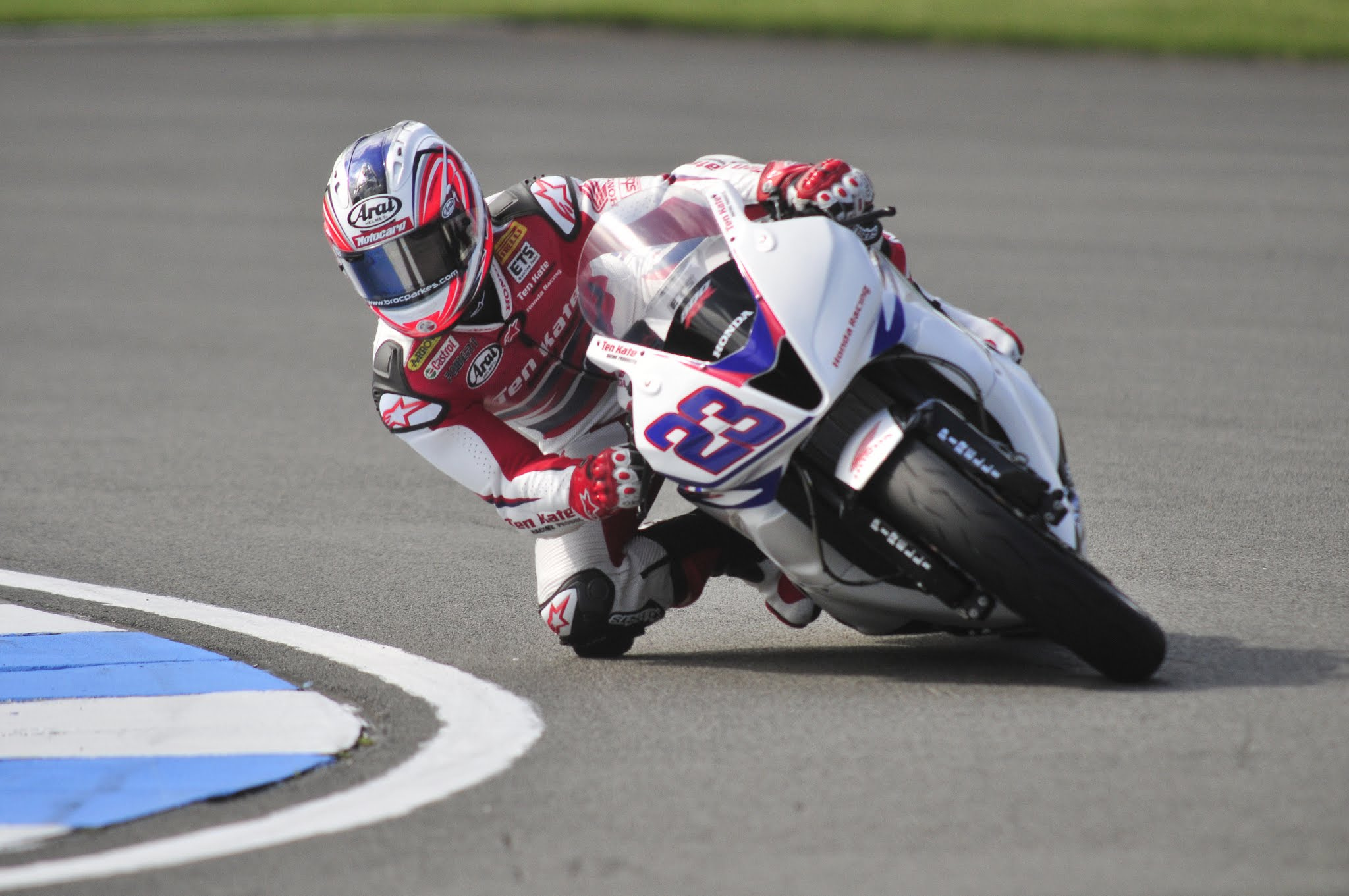
Broc Parkes a Donington nel 2012.

 Nel 2009 torna a correre nel mondiale Superbike, alla guida della Kawasaki ZX-10R del team Kawasaki World Superbike; il compagno di squadra è Makoto Tamada. Ottiene come miglior risultato tre decimi posti (Valencia, Monza e Imola, sempre in gara 1) e termina la stagione al 18º posto con 51 punti.
Nel 2010 è iscritto al mondiale Superbike con una Honda CBR1000RR del team ECHO CRS Honda, anche se salta i primi tre Gran Premi stagionali, dove viene sostituito da Sheridan Morais. Tornato a correre a partire dal Gran Premio di Assen, viene sostituito dopo il Gran Premio di Silverstone da Fabrizio Lai. Il suo miglior risultato è stato un dodicesimo posto in gara 2 a Brno e ha ottenuto 9 punti. Nella stessa stagione, corre gli ultimi tre GP nel mondiale Supersport con il team Kawasaki Motocard.com al posto dell'infortunato Joan Lascorz, ottenendo un terzo posto al Nürburgring e 29 punti.
Nel 2011 corre nel mondiale Supersport sulla Kawasaki ZX-6R del team Kawasaki Motocard.com, con compagno di squadra David Salom. Ottiene un secondo posto a Phillip Island, tre terzi posti (Assen, Imola e Magny-Cours) e tre pole position (Aragona, Imola e Magny-Cours). A fine stagione è 4º con 136 punti. Nella stessa stagione prende parte, in qualità di pilota wild card, ad una prova del British Superbike Championship; ottiene sette punti classificandosi trentunesimo.
Nel 2012 passa al team Ten Kate Racing, alla guida di una Honda CBR600RR. Ottiene tre terzi posti (Phillip Island, Brno e Silverstone) e tre pole position (Phillip Island, Portimão e Magny-Cours). Conclude la stagione al 5º posto con 135 punti. Nel 2014 corre in MotoGP, alla guida della PBM (con specifiche Open) del team Paul Bird Motorsport; il compagno di squadra è Michael Laverty. Ottiene come miglior risultato un undicesimo posto in Olanda e termina la stagione al 23º posto con 9 punti. Nel 2015 corre a Valencia in sostituzione dell'infortunato Alex De Angelis in sella ad una ART del team E-Motion IodaRacing. Non conclude la gara a causa di un ritiro. Nel 2017 corre in MotoGP in Australia in sostituzione del convalescente Jonas Folger in sella alla Yamaha del team Tech 3. A febbraio 2021 annuncia il ritiro dalle competizioni motociclistiche.

## Risultati in gara

### Motomondiale
| 1999 | Classe | Moto  |  |  |  |  |  |  |  |  |  |  |  |  |    |  |  |  |  |  | Punti | Pos. |
| ---- | ------ | ----- |  |  |  |  |  |  |  |  |  |  |  |  | -- |  |  |  |  |  | ----- | ---- |
| 1999 | 125    | Honda |  |  |  |  |  |  |  |  |  |  |  |  | 23 |  |  |  |  |  | 0     |      |

| 2014 | Classe | Moto |    |     |    |    |    |    |    |    |    |    |    |    |    |    |    |     |    |    | Punti | Pos. |
| ---- | ------ | ---- | -- | --- | -- | -- | -- | -- | -- | -- | -- | -- | -- | -- | -- | -- | -- | --- | -- | -- | ----- | ---- |
| 2014 | MotoGP | PBM  | 15 | Rit | 21 | 17 | 18 | 17 | 16 | 11 | 21 | 15 | 19 | 21 | 18 | 18 | 20 | Rit | 14 | 20 | 9     | 23º  |

| 2015 | Classe | Moto |  |  |  |  |  |  |  |  |  |  |  |  |  |  |  |  |  |     | Punti | Pos. |
| ---- | ------ | ---- |  |  |  |  |  |  |  |  |  |  |  |  |  |  |  |  |  | --- | ----- | ---- |
| 2015 | MotoGP | ART  |  |  |  |  |  |  |  |  |  |  |  |  |  |  |  |  |  | Rit | 0     |      |

| 2017 | Classe | Moto   |  |  |  |  |  |  |  |  |  |  |  |  |  |  |  |    |  |  | Punti | Pos. |
| ---- | ------ | ------ |  |  |  |  |  |  |  |  |  |  |  |  |  |  |  | -- |  |  | ----- | ---- |
| 2017 | MotoGP | Yamaha |  |  |  |  |  |  |  |  |  |  |  |  |  |  |  | 22 |  |  | 0     |      |

| Legenda | 1º posto        | 2º posto            | 3º posto            | A punti      | Senza punti        | Grassetto – Pole position Corsivo – Giro più veloce |
| Legenda | Gara non valida | Non qual./Non part. | Ritirato/Non class. | Squalificato | '-' Dato non disp. | Grassetto – Pole position Corsivo – Giro più veloce |

### Campionato mondiale Superbike
| 2001 | Moto   |     |    |    |    |   |    |    |    |    |    |    |    |    |     |     |   |    |    |    |    |     |    |    |     |     |   |  |  | Punti | Pos. |
| ---- | ------ | --- | -- | -- | -- | - | -- | -- | -- | -- | -- | -- | -- | -- | --- | --- | - | -- | -- | -- | -- | --- | -- | -- | --- | --- | - |  |  | ----- | ---- |
| 2001 | Ducati | Rit | 13 | 12 | 11 | 5 | AN | 16 | 17 | NP | NP | 20 | 14 | 14 | Rit | Rit | 7 | 13 | 14 | NP | NP | Rit | 18 | 22 | Rit | Rit | 8 |  |  | 49    | 16º  |

| 2002 | Moto   |    |    |     |    |    |    |     |     |     |   |     |    |    |     |     |    |    |    |     |    |    |    |   |   |   |   |  |  | Punti | Pos. |
| ---- | ------ | -- | -- | --- | -- | -- | -- | --- | --- | --- | - | --- | -- | -- | --- | --- | -- | -- | -- | --- | -- | -- | -- | - | - | - | - |  |  | ----- | ---- |
| 2002 | Ducati | 15 | NP | Rit | 13 | 11 | 14 | Rit | Rit | Rit | 8 | Rit | 12 | 11 | Rit | Rit | 14 | 15 | 12 | Rit | 18 | 10 | 10 | 9 | 8 | 9 | 8 |  |  | 77    | 11º  |

| 2009 | Moto     |     |    |    |    |    |    |     |     |    |    |    |    |     |    |    |    |    |    |    |    |     |    |    |    |     |    |    |    | Punti | Pos. |
| ---- | -------- | --- | -- | -- | -- | -- | -- | --- | --- | -- | -- | -- | -- | --- | -- | -- | -- | -- | -- | -- | -- | --- | -- | -- | -- | --- | -- | -- | -- | ----- | ---- |
| 2009 | Kawasaki | Rit | 18 | 14 | 16 | 10 | 17 | Inf | Inf | 10 | 13 | 15 | 14 | Rit | 11 | 17 | 17 | 18 | 14 | 12 | 16 | Rit | 13 | 10 | 15 | Rit | 15 | 11 | 12 | 51    | 18º  |

| 2010 | Moto  |  |  |  |  |  |  |     |    |    |    |     |    |    |    |    |    |    |    |     |     |  |  |  |  |  |  |  |  | Punti | Pos. |
| ---- | ----- |  |  |  |  |  |  | --- | -- | -- | -- | --- | -- | -- | -- | -- | -- | -- | -- | --- | --- |  |  |  |  |  |  |  |  | ----- | ---- |
| 2010 | Honda |  |  |  |  |  |  | Rit | 17 | 20 | 15 | Rit | 18 | 17 | 15 | SQ | 17 | 13 | 12 | Rit | Rit |  |  |  |  |  |  |  |  | 9     | 22º  |

| 2013 | Moto   |  |  |  |  |  |  |  |  |  |  |  |  |  |  |  |  |  |  |  |  |  |  |  |  |  |  |    |    | Punti | Pos. |
| ---- | ------ |  |  |  |  |  |  |  |  |  |  |  |  |  |  |  |  |  |  |  |  |  |  |  |  |  |  | -- | -- | ----- | ---- |
| 2013 | Yamaha |  |  |  |  |  |  |  |  |  |  |  |  |  |  |  |  |  |  |  |  |  |  |  |  |  |  | 18 | 12 | 4     | 35º  |

| Legenda | 1º posto        | 2º posto            | 3º posto           | A punti      | Senza punti        | Grassetto – Pole position Corsivo – Giro più veloce |
| Legenda | Gara non valida | Non qual./Non part. | Ritirato/Non class | Squalificato | '-' Dato non disp. | Grassetto – Pole position Corsivo – Giro più veloce |

### Campionato mondiale Supersport
| 2003 | Moto  |   |     |   |    |   |     |   |    |  |  |     |  |  |  | Punti | Pos. |
| ---- | ----- | - | --- | - | -- | - | --- | - | -- |  |  | --- |  |  |  | ----- | ---- |
| 2003 | Honda | 7 | Rit | 7 | 15 | 5 | Rit | 3 | 15 |  |  | Rit |  |  |  | 47    | 13º  |

| 2004 | Moto  |     |   |     |   |   |   |   |   |   |   |  |  |  |  | Punti | Pos. |
| ---- | ----- | --- | - | --- | - | - | - | - | - | - | - |  |  |  |  | ----- | ---- |
| 2004 | Honda | Rit | 4 | Rit | 2 | 2 | 3 | 4 | 4 | 2 | 2 |  |  |  |  | 135   | 2º   |

| 2005 | Moto   |   |   |   |   |   |   |     |     |   |   |   |   |  |  | Punti | Pos. |
| ---- | ------ | - | - | - | - | - | - | --- | --- | - | - | - | - |  |  | ----- | ---- |
| 2005 | Yamaha | 6 | 7 | 6 | 7 | 5 | 5 | Rit | Rit | 7 | 2 | 5 | 1 |  |  | 125   | 6º   |

| 2006 | Moto   |     |   |   |   |   |   |   |   |     |     |   |   |  |  | Punti | Pos. |
| ---- | ------ | --- | - | - | - | - | - | - | - | --- | --- | - | - |  |  | ----- | ---- |
| 2006 | Yamaha | Rit | 3 | 4 | 7 | 2 | 3 | 2 | 1 | Rit | Inf | 6 | 3 |  |  | 145   | 4º   |

| 2007 | Moto   |     |   |  |   |     |     |     |   |    |   |   |   |   |  | Punti | Pos. |
| ---- | ------ | --- | - |  | - | --- | --- | --- | - | -- | - | - | - | - |  | ----- | ---- |
| 2007 | Yamaha | Rit | 3 |  | 5 | Rit | Rit | Rit | 2 | 13 | 1 | 1 | 4 | 2 |  | 133   | 2º   |

| 2008 | Moto   |   |     |   |   |   |   |    |   |   |    |   |     |   |  | Punti | Pos. |
| ---- | ------ | - | --- | - | - | - | - | -- | - | - | -- | - | --- | - |  | ----- | ---- |
| 2008 | Yamaha | 1 | Rit | 4 | 5 | 3 | 3 | 10 | 4 | 4 | 10 | 2 | Rit | 5 |  | 150   | 4º   |

| 2010 | Moto     |  |  |  |  |  |  |  |  |  |  |   |   |     |  | Punti | Pos. |
| ---- | -------- |  |  |  |  |  |  |  |  |  |  | - | - | --- |  | ----- | ---- |
| 2010 | Kawasaki |  |  |  |  |  |  |  |  |  |  | 3 | 4 | Rit |  | 29    | 15º  |

| 2011 | Moto     |   |   |   |   |   |     |     |   |   |   |   |     |  |  | Punti | Pos. |
| ---- | -------- | - | - | - | - | - | --- | --- | - | - | - | - | --- |  |  | ----- | ---- |
| 2011 | Kawasaki | 2 | 5 | 3 | 4 | 1 | Rit | Rit | 6 | 7 | 3 | 3 | Rit |  |  | 136   | 4º   |

| 2012 | Moto  |   |    |   |     |   |   |   |   |   |   |   |   |    |  | Punti | Pos. |
| ---- | ----- | - | -- | - | --- | - | - | - | - | - | - | - | - | -- |  | ----- | ---- |
| 2012 | Honda | 3 | 20 | 4 | Rit | 4 | 5 | 4 | 3 | 3 | 5 | 4 | 4 | 27 |  | 135   | 5º   |

| Legenda | 1º posto        | 2º posto            | 3º posto           | A punti      | Senza punti        | Grassetto – Pole position Corsivo – Giro più veloce |
| Legenda | Gara non valida | Non qual./Non part. | Ritirato/Non class | Squalificato | '-' Dato non disp. | Grassetto – Pole position Corsivo – Giro più veloce |